# José Luis Artetxe
José Luis Artetxe Muguire (Guecho, 28 de junio de 1930 - 19 de marzo de 2016) fue un futbolista español. Se desempeñaba en posición de extremo derecho. 
Fue el primer jugador español en hacer un triplete en la Copa de Europa. Este hito ocurrió el 26 de septiembre de 1956 en el Athletic Club 3 - Oporto 2.

## Trayectoria
Debutó en Primera División en la temporada 1950/51, concretamente el 10 de septiembre de 1950, en un partido en que el Athletic Club ganó 4-0 frente al Atlético de Madrid. En el club bilbaíno, pasó a ser uno de los jugadores de ataque referentes formando una línea de ataque muy popular junto a Marcaida, Arieta I, Uribe y Gainza. Pasó quince temporadas en el primer equipo rojiblanco logrando cinco títulos y habiendo disputado 346 partidos. Artetxe sigue siendo uno de los mejores goleadores en la historia del club, habiendo anotado 133 goles, 105 de ellos en la Liga. También fue el máximo goleador del equipo en la Copa de Europa 1956-57, con cinco goles.

## Selección nacional
El 17 de marzo de 1954 debutó como jugador de la selección española ante Turquía (2-2), logrando uno de los goles. En total, disputó seis partidos hasta diciembre de 1959.

## Clubes
| Club                  | País   | Año       |
| --------------------- | ------ | --------- |
| Club Deportivo Mungia | España | 1947-1949 |
| Club Deportivo Getxo  | España | 1949-1950 |
| Athletic Club         | España | 1950-1965 |

## Palmarés
| Título                     | Club          | País   | Año     |
| -------------------------- | ------------- | ------ | ------- |
| Copa Eva Duarte            | Athletic Club | España | 1950    |
| Copa del Generalísimo      | Athletic Club | España | 1955    |
| Primera División de España | Athletic Club | España | 1955-56 |
| Copa del Generalísimo      | Athletic Club | España | 1956    |
| Copa del Generalísimo      | Athletic Club | España | 1958    |